# 佳季科沃区
佳季科沃区（俄语：Дятьковский район）是俄罗斯联邦布良斯克州下辖的一个区，其行政中心为佳季科沃。据2016年统计，该区的人口为61034人。